# Соединённые друзья
Соединённые друзья (фр. Les Amis Réunis) — историческая масонская ложа, проводившая свои собрания с 19 июня (1 июля) 1802 года до запрещения масонства в 1822 году в Санкт-Петербурге.

## История

### Предыстория
В 1771 году в Париже королевским казначеем маркизом Шарль-Пьер-Полем Савалет де Ланж была основана масонская ложа «Les Amis Réunis», ставшая одной из самых заметных в монархической Франции. Её членами состояли виднейшие представители аристократии и военных кругов, а также юристы, учёные и деятели искусства. Но уникальность ей придавала, с одной стороны, небывалая концентрация финансовой элиты: 84 члена из почти 340 являлись банкирами или государственными казначеями, а с другой, — присутствие среди них будущих виднейших деятелей Французской революции: Марата, Робеспьера, Сен-Жюста, Мерсье, Бабёфа, маркиза де Кондорсе, Дюпора, Талейрана. Кроме того, около 12 % от общего числа её членов составляли иностранцы, в том числе и русские, например, дипломат граф Г. А. Строганов. Ложа имела собственное обширное помещение и оркестр в составе шести известнейших музыкантов, в том числе и придворных. Французская революция и последовавшая за ней массовая эмиграция членов «Les Amis Réunis», приверженных старому режиму, привели к тому, что в 1791 году ложа была распущена.
В 1786 году в Санкт-Петербурге была учреждена и некоторое время работала ложа под названием «Соединённых братий». И, хотя никаких документов подтверждающих её связь с открытой в самом начале XIX века российской ложей «Соединённых друзей» в архивах не обнаружено, во французской масонской хронологии, изданной в 1815 году, последняя была названа в числе старинных русских лож, возобновивших в 1804 году свои работы.
Бурный расцвет масонства в 80-х годах XVIII века в России, совпавший по времени с началом Великой французской революции, побудил Екатерину II опасаться братства вольных каменщиков. Российские власти по прямому указанию императрицы стали активно преследовать масонов: некоторые оказались в заточении, другие были сосланы или находились под надзором, а деятельность лож была запрещена. При Павле I репрессии в отношении масонов прекратились, многие из них были помилованы. Однако, запрет на их открытую деятельность император оставил в силе.
Взойдя на престол в результате дворцового переворота, первое время Александр I благоволил заговорщикам, многие из которых были масонами. Так, братья Зубовы князь Платон Александрович и граф Валериан Александрович до такой степени вернули себе былое влияние при дворе, что стали заседать в Непременном (Государственном) совете и продвигать своих приспешников на важные посты.
Однако молодой император тяготился окружением убийц своего отца и желал править совершенно самостоятельно без их подсказки. Видя такое отношение, придворные и члены императорской фамилии стали всячески демонстрировать им своё презрение. За братьями Зубовыми даже был установлен негласный полицейский надзор, впрочем, почти неприкрытый. Князь Платон Александрович предпочёл, испросив отпуск, уехать в конце 1801 года за границу, где уже находилась его сестра О. А. Жеребцова. Знаменитая придворная красавица-авантюристка и активная участница заговора, она весьма предусмотрительно покинула Россию ещё накануне убийства Павла I. Её старший сын камергер А. А. Жеребцов также путешествовал тогда по Европе, командированный к берлинскому двору с дипломатической миссией молодым императором сразу же после восшествия на престол.

### Учреждение ложи
Сохранение былого влияния среди петербургской элиты для братьев Зубовых, вновь впавших в опалу в конце 1801 года, стало исключительно трудной задачей. Доверить её можно было лишь надёжному человеку, постоянно находящемуся в столице и стоящему вне подозрений со стороны властей, каковым оказался муж Жеребцовой, ушедший на покой екатерининский сановник тайный советник Александр Алексеевич Жеребцов. В заговоре и интригах жены он участия не принимал, но все ещё имел крепкие связи и солидный общественный вес.
Узнав в то же время, что молодой император гораздо более благосклонно, чем его предшественники относится к масонству, Зубовы, сами принадлежавшие к братству, решили использовать модное увлечение в своих целях. Они поручили Жеребцову-старшему организовать под видом масонской ложи подобие элитарного закрытого клуба с целью привлечь в него высших петербургских сановников и распространить по возможности среди них своё влияние. В помощники ему был призван давний клеврет Зубовых инспектор классов Пажеского корпуса подполковник К. О. Оде-де-Сион, старый французский масон. Вдвоём они успешно продвинули дело, и 19 июля 1802 года, с соизволения императора, в петербургском особняке Жеребцовых на Английской набережной, 52 заработала ложа «Соединённых друзей» (фр. Les amis Réunis), по образцу своей одноимённой предшественницы из Парижа XVIII века. Сам Жеребцов стал её мастером стула, а Оде-де-Сион — госпитальером (дародателем). Помимо них, членами-основателями стали Л. Л. Карбонье д’Арсит, П. П. Чекалевский и граф А. И. Остерман-Толстой.
Язык и устав этой ложи были французскими, девиз — «Солнце, наука, разум» (фр. «Soleil, Science, Sagesse»), а цель работ — «стереть между человеками отличия рас, сословий, верований, истребить фанатизм, суеверия, уничтожить национальную ненависть, войну и объединить все человечество узами любви и знания». Символическим знаком ложи «Соединённых друзей» был масонский треугольник с изображением внутри него рук, сплетённых в рукопожатии.

### Особенности организации и состав ложи
Акты ложи свидетельствуют о том, что работала независимо от какой-либо масонской юрисдикции вплоть до 1810 года. То есть, первоначально «Соединённые друзья» представляли собой частную ложу, в которой допускались многочисленные отклонения от общепринятых принципов и правил братства вольных каменщиков. В частности, мастера стула в ней не выбирали, а передавали должность по наследству. В первой половине 1803 года Жеребцов, немолодой уже и не вполне здоровый человек, стал тяготиться руководством ложей и просто передал «управление молотком» своему старшему сыну Александру Александровичу, который очень кстати вернулся из дипломатического турне по Европе.
Молодой человек, успевший к своим на тот момент 20 годам сделать головокружительную карьеру от чина сержанта лейб-гвардии Преображенского полка до камергера при дворе молодого императора, с воодушевлением увлёкся модным движением. И, хотя с годами Жеребцов-младший стал одной из наиболее заметных фигур «золотого века» масонства в России, в 1803 году у него ещё отсутствовали авторитет и опыт, необходимые для создания и управления ложей. В особенности с учётом того, что большинство её членов, представители придворной и военной элиты Российской империи, были, за редким исключением, старше его как минимум на 10 лет. Поэтому для укрепления его положения была придумана легенда, о том, что именно он, вступив в братство вольных каменщиков в Париже и получив там посвящение в мастерскую степень, привёз с собой акты французской системы, на основании которых и была инсталлирована ложа «Соединённых друзей». В действительности первое время он лишь исполнял роль мастера стула в обрядах ложи под руководством своего отца, Оде-де-Сиона и других более опытных офицеров.
Такая организация дела вела к тому, что работы ложи были далеки от истинной глубины и сути масонского учения, о чём позднее императору докладывал один из виднейших её членов — министр полиции генерал-лейтенант А. Д. Балашов:

<…>учения в них мало, и предмету никакого, в чём сами начальники согласуются. Оба (Жеребцов и Виельгорский) признавались мне, что они никакой точной цели не имеют и масонской тайны никакой не ведают.— 
Подобно своей французской предшественнице, ложа «Соединённых Друзей» имела собственный оркестр деревянных инструментов. Был даже издан официальный сборник её гимнов, которые создали сами вольные каменщики, музыку сочинили Ф. А. Буальдьё и К. А. Кавос, а слова О. Ж. Дальмас и В. Л. Пушкин.
Заседания ложи происходили довольно часто, но порой служили лишь прелюдией к братским трапезам, носившим более гедонистский, нежели ритуальный характер:

<…>Сион, Прево и все прочие были народ весёлый, гульливый; с трудом выдержав серьёзный вид во время представления пьесы, спешили они понатешиться, поесть, попить и преимущественно попить;— Записки Ф. Ф. Вигеля
Застолья эти сопровождали не только звуки оркестра и братских песнопений, но и украшали собой, хотя и редко, прекрасные дамы, или по масонскому выражению «нимфы двора Купидона». Для масонства, считавшегося в то время сугубо мужским сообществом, такая вольность была столь необыкновенна, что даже удостоилась упоминания во французской хронике:

Ложи великого князя Константина Павловича и графа Потоцкого отличаются избранностью своих членов, любезностью к иноземцам и галантностью относительно дам, которых они приглашают на свои празднества.— Acta Latomorum (1815).

Ноты масонских песнопений ложи «Соединённые друзья».

И действительно, состав её был весьма представительный, если не сказать блестящий. Помимо упомянутых выше, в ней состояли: великий князь Константин Павлович, генерал-губернатор Белоруссии герцог А. Виртембергский, министр исповеданий и народного просвещения Царства Польского С. Костка-Потоцкий, церемониймейстер двора Е. И. В. граф И. А. Нарышкин, будущий шеф жандармов при Николае I А. Х. Бенкендорф, братья генерал-майор Н. М. Бороздин и генерал-лейтенант М. М. Бороздин, известный реформатор европейского масонства И. А. Фесслер, а также П. Я. Чаадаев, П. И. Пестель, А. С. Грибоедов, Ю. А. Чаплиц. Общее число членов ложи к 1810 году достигло 50 человек действительных и 29 почётных.
Благодаря всему перечисленному среди современников ложа «Соединённых друзей» слыла весьма аристократической, беспокойной, шумной и даже вольнодумной. А среди масонов более строгих послушаний она снискала с точки зрения нравственности «недобрую славу», по выражению мемуариста. Однако это же чрезвычайно укрепляло её популярность среди профанов, желающих приобщиться к таинственным ритуалам модного увлечения и поучаствовать в «удовольствиях, коими люди весьма рассудительные наслаждаются вдали от света». Что, в свою очередь, не только придавало ложе замечательную жизнестойкость среди многочисленных потрясениях российского масонства на протяжении всей её двадцатилетней истории, но, прежде всего, идеально служило истиной цели её организаторов — привлекать и удерживать высокопоставленных сановников в подобии закрытого клуба. Задача, с которой Жеребцовы и Оде-де-Сион вполне справились.

### В Директориальной ложе «Владимира к порядку»
28 марта 1810 года на пост министра полиции был назначен генерал-лейтенант А. Д. Балашов, мастер ложи «Соединённых друзей», а её мастер стула А. А. Жеребцов перевелся из Министерства внутренних дел на должность товарища управляющего Второй экспедицией Министерства полиции, став таким образом его подчинённым. В августе того же года Балашов обратился к досточтимым мастерам российских лож с письмом, в котором разъяснил, что прежде, пока их деятельность была закрытой от общества и привлекала мало внимания, власти относились к братству терпимо. Однако коль скоро, масонство начало набирать известность и популярность в свете, правительство сочло необходимым вмешаться в дела лож и разобраться в порядках там царивших, чтобы «удостовериться в тех основаниях, на коих они могут быть терпимы или покровительствуемы».
Правительство назначило особый комитет с участием А. Д. Балашова, М. М. Сперанского и ряда других сановных лиц для изучения актов, на основании которых осуществляется деятельность масонства в России. Управляющие мастера были вынуждены предоставить оригиналы этих документов, и на время работы комитета, то есть более года, был приостановлен приём новых членов, однако другие работы в ложах продолжались.
Для высших офицеров ложи «Соединённых друзей» стало очевидным, что дни её существования, как частной организации, сочтены, и собраться в собственном доме Жеребцова становится опасным. Поэтому было решено обзавестись официальным храмом. Незадолго перед тем Пажеский корпус, где Оде-де-Сион служил инспектором классов, переехал в Воронцовский дворец на Садовой улице. Ему удалось добиться разрешения на использование пустующего просторного подземелья Мальтийской капеллы дворца для нужд ложи. Таким образом, само новое место проведения собраний намекало на некую её связь с традициями древнего мальтийского рыцарства, что, несомненно, добавляло ей таинственности и веса в глазах прочих масонов.
8 октября 1811 года ложа «Палестины» (фр. La Palestine), которая с 4 мая 1809 года работала в Санкт-Петербурге под руководством графа М. Ю. Виельгорского по такой же французской системе как и «Соединённые друзья», обратилась к министру народного просвещения графу А. К. Разумовскому с ходатайством о возвращении актов и о разрешении возобновить приём новых членов. Последовавший ответ был несколько неожиданным: терпимой была признана лишь Директориальная ложа «Владимира к порядку» во главе с И. В. Бёбером и связанные с ней ложи шведской системы. Бёберу же были возвращены изъятые акты всех лож. Кроме того, правительством были установлены правила, определившие наименьший возраст посвящения в масоны в 25 лет, а ответственность за весь союз возлагалась на управляющего великой ложей. Под страхом суда и соответственного наказания, запрещались любые собрания, помощь в учреждении обществ, предоставление им помещений, а так же недоносительство о существовании таковых, кроме лож, о которых было заявлено министру полиции.
Особый комитет усмотрел в ложах французской системы признаки недопустимого вольнодумства, и выдача им разрешения на продолжение работ затягивалась. В таких условиях обе французские ложи «Соединённых друзей» и «Палестины» вынуждены были в 1811 и 1812 годах соответственно присоединиться к союзу Директориальной ложи «Владимира к порядку» и принять шведскую систему.

Таким образом, в 1812 году во всей России, за исключением работавших в тиши мартинистов, которые, впрочем, в трех первых степенях также имели наши акты, существовала только одна отрасль каменщичества… До конца 1813 года все ложи, зависевшие от директориальной (то есть Елисаветы, Александра, Les Amis Reunis, Петра и Палестины), были не только в полном соединении, но имели одну общую кассу и работали в одном и том же помещении.

### Военно-походная ложа«Александра к военной верности» (1812—1814)

Знак одной из военно-походных лож. Начало XIX в.

В самом начале Отечественной войны по инициативе 12 офицеров — членов ложи «Соединённых друзей» во главе с великим князем Константином Павловичем, учредили при лейб-гвардии Конном полку военно-походную ложу «Военной верности» (1812—1814). Позднее она получила имя «Александра к военной верности» и знак в виде пятиконечной звезды с профилем императора.
Такие ложи существовали во многих армиях того времени, в том числе, и в войсках Наполеона. Их задача состояла в том, чтобы в тяжёлых условиях боевых действий поддерживать бодрость духа и нравственных сил своих членов, заботиться о раненых братьях, не исключая пленных противников, если таковые оказывались масонами, и, вообще, по возможности оказывать помощь всем нуждающимся. Известны случаи спасения жизни раненых офицеров только благодаря обнаружению их принадлежности братству. Так, например, во время битвы под Кульмом кавалергард П. П. Ланской увидел раненого драгунского офицера, которого собирался добить палашом русский солдат. Француз из последних сил поднял над головой руки со скрещёнными пальцами ладонями наружу. Увидев этот масонский знак призыва на помощь, Ланской остановил солдата и выкупил у него жизнь раненого.
Кроме того, ложа «Александра к военной верности», следуя за полком в течение всей кампании, активно распространяла учение вольных каменщиков и привлекла в свои ряды немало офицеров, которые по завершении войны влились в состав её материнской ложи.

### В составеВеликой ложи «Астрея»
В сентябре 1815 года с одобрения правительства на востоке Санкт-Петербурга была учреждена Великая ложа «Астрея», а её великим мастером избран граф В. В. Мусин-Пушкин-Брюс. Свои работы она осуществляла всё по той же шведской системе. Однако важным отличием этого союза, первоначально представленного четырьмя ложами: «Пётр к порядку» и «Палестина» (Петербург), «Изида» (Ревель) и «Нептун к надежде» (Кронштадт), от директориальной ложи «Владимира к порядку» было либеральное правило, позволяющее каждому его члену работать в любой из существующих на тот момент масонских систем.
Понимая, что это нововведение положило конец эпохе их монополии в российском масонстве, И. В. Бёбер и А. А. Жеребцов, после некоторых колебаний, высказались за установление дружественных отношений с Астреей. 2 августа 1816 года собрание директориальной ложи тайным голосованием приняло это предложение и избрало мастера ложи «Соединённых друзей» К. О. Оде-де-Сиона для предварительных переговоров с Мусиным-Пушкиным. При этом ему самым настоятельным образом поручалось ничем не компрометировать достоинства директориальной ложи.
Оде-де-Сион встретился с Мусиным-Пушкиным и добился того, что тот одобрительно откликнулся на предложение директориальной ложи «с искренним братским чувством». Однако на следующем собрании 8 августа 1816 года С. С. Ланской от имени ложи «Елизавета к добродетели» усомнился в необходимости сближения с Астреей. Оде-де-Сион возражал ему, что директориальной ложе не следует компрометировать своего достоинства промедлением при исполнении собственных постановлений, и большинство присутствующих с ним согласились.
Постоянные члены ложи «Соединённых друзей», уловив колебания в руководстве директоральной ложи, стали требовать скорейшего возврата к работам по французским актам. В основном это были французские эмигранты, польские аристократы, другие иностранцы и симпатизирующие им русские, которые давно тяготились строгостью шведской системы, навязанной правительством. Однако среди них не было единства, и вскоре четверо братьев в знак протеста против союза с Астреей перешли в ложу «Елизавета к добродетели» Ланского. Директориальная ложа попыталась вернуть контроль над ситуацией и наказать протестовавших. 25 августа все четверо были исключены на несколько месяцев из всех управляемых ею лож. Однако уже 5 сентября Жеребцов объявил от имени «Соединённых друзей» амнистию взбунтовавшимся братьям. На фоне этих событий разразился скандал — упомянутый выше мастер О. Ж. Дальмас был уличен в попытке продать за 300 рублей мастерскую степень некоему недостойному человеку. Жеребцов же, несмотря на справедливость обвинений, попытался его оправдать перед братьями, чем вызвал бурю негодования.
Таким образом, к сентябрю 1816 года авторитет руководства и привлекательность директоральной ложи «Владимира к порядку» среди братьев стали стремительно падать. Спасти ситуацию могли кардинальные реформы, но Жеребцов, с одобрения правительства, решился лишь на косметическую процедуру: формально упразднив на чрезвычайном заседании 19 сентября 1816 года директориальную, он тут же на её месте учредил провинциальную великую ложу. Разумеется, это не восстановило репутацию управляемого им и И. В. Бёбером союза, и братья целыми ложами стали переходить в «Астрею».
11 декабря 1816 года ложа «Соединённые друзья» вышла из союза провинциальной великой ложи, а с марта 1817 года примкнула к «Астрее». На смену А. А. Жеребцову, пожелавшему остаться верным союзу провинциальной великой ложи, мастером стула был избран Карл Осипович Оде-де-Сион, который оставался в этой должности до 1821 года. Со 2 апреля 1817 года работы стали осуществляться на французском и русском языках. В 1818 году наместным мастером был избран Август Прево де Люмиан, а надзирателями — Александр де Бофиз и Карл Вальц. В 1819 году ложа «временно бездействовала».

## П. И. Пестель

Масонский диплом П. И. Пестеля ложи «Соединённые друзья».

1 марта 1812 год юный прапорщик только что сформированного лейб-гвардии Литовского полка П. И. Пестель получил патент мастера ложи «Соединённые друзья», наделяющий его правом работать в трёх символических градусах. Подписали его высшие офицеры ложи: досточтимый мастер — А. А. Жеребцов, госпитальер — К. О. Оде-де-Сион, обрядоначальник — И. М. Евреинов, секретарь от имени директоральной ложи Жозеф Дальмас, а одним из рекомендателей был генерал-майор Н. М. Бороздин.
За несколько месяцев до этого камер-паж Пестель, лучший ученик выпуска декабря 1811 года, поведал инспектору классов о своём желании вступить в братство вольных каменщиков:

— Вы знакомы с нашим учением? — спросил Оде де Сион.
— Я слышал о цели, которую преследуют масоны, и считаю её благородной.
— Хорошо, я буду вашим поручителем. Надеюсь, что через две недели вы вступите в ложу.

Оде де Сион выполнил обещание.
Таким образом, учеником вольным каменщиком, один из будущих лидеров декабрьского восстания, стал ещё в стенах Пажеского корпуса, вопреки упомянутому выше правилу, ограничивающему минимальный возраст посвящения в 25 лет.